# Guy Ganachaud
Guy Ganachaud né Pierre Marcel Guy Ganachaud le 9 avril 1923 à La Teste-de-Buch, et mort le 12 août 2000 à Nantes, est un écrivain et romancier français, spécialiste de la Bretagne.

## Distinctions
- Prix de l'Académie littéraire de Bretagne et des Pays de la Loire, 1973

## Publications (partielle)
- Le Glas de midi, éditions l'Amitié par le livre, 1955
- Des Crevés et des Morts éditions Casterman, 1962
- Le Veilleur d'Athènes, Seuil, 1973
- Les FFL et l'Armée d'Afrique, Tallandier, 1990 -  (ISBN 2 235 02025 9).
- Célébration de la Sardine